# Portugal. The Man
Portugal. The Man è un gruppo musicale statunitense originario di Wasilla, in Alaska, formatosi nel 2004.

## Storia
Il gruppo si è formato nel 2004 dopo lo scioglimento di un'altra band chiamata Anatomy of a Ghost. Della prima formazione del gruppo facevano parte, tra gli altri, John Gourley e Zachary Scott Carothers, a cui si aggiunsero Nick Klein, Wesley Hubbard e Harvey Tumbleson. Questi ultimi tre già nel 2005 lasciarono il gruppo. Con il nome Portugal. The Man, il gruppo lasciò l'Alaska per trasferirsi a Portland (Oregon) con l'obiettivo di registrare e fare tour.
Il primo album è uscito nel gennaio 2006; intitolato Waiter: "You Vultures!", è etichettato Fearless Records.
Nel giugno 2007 viene pubblicato il secondo album Church Mouth, prodotto come il primo da Casey Bates. Hanno quindi intrapreso un tour esibendosi con altre band sia negli Stati Uniti che in Europa.
Nel 2008 la band ha lasciato l'etichetta Fearless Records. Inoltre ha subito un cambiamento nella formazione, con l'ingresso di Ryan Neighbors in sostituzione di Wes Hubbard alle tastiere. Nel settembre 2008 viene diffuso il terzo album del gruppo Censored Colors, distribuito da un'etichetta discografica indipendente con il supporto della Equal Vision Records.

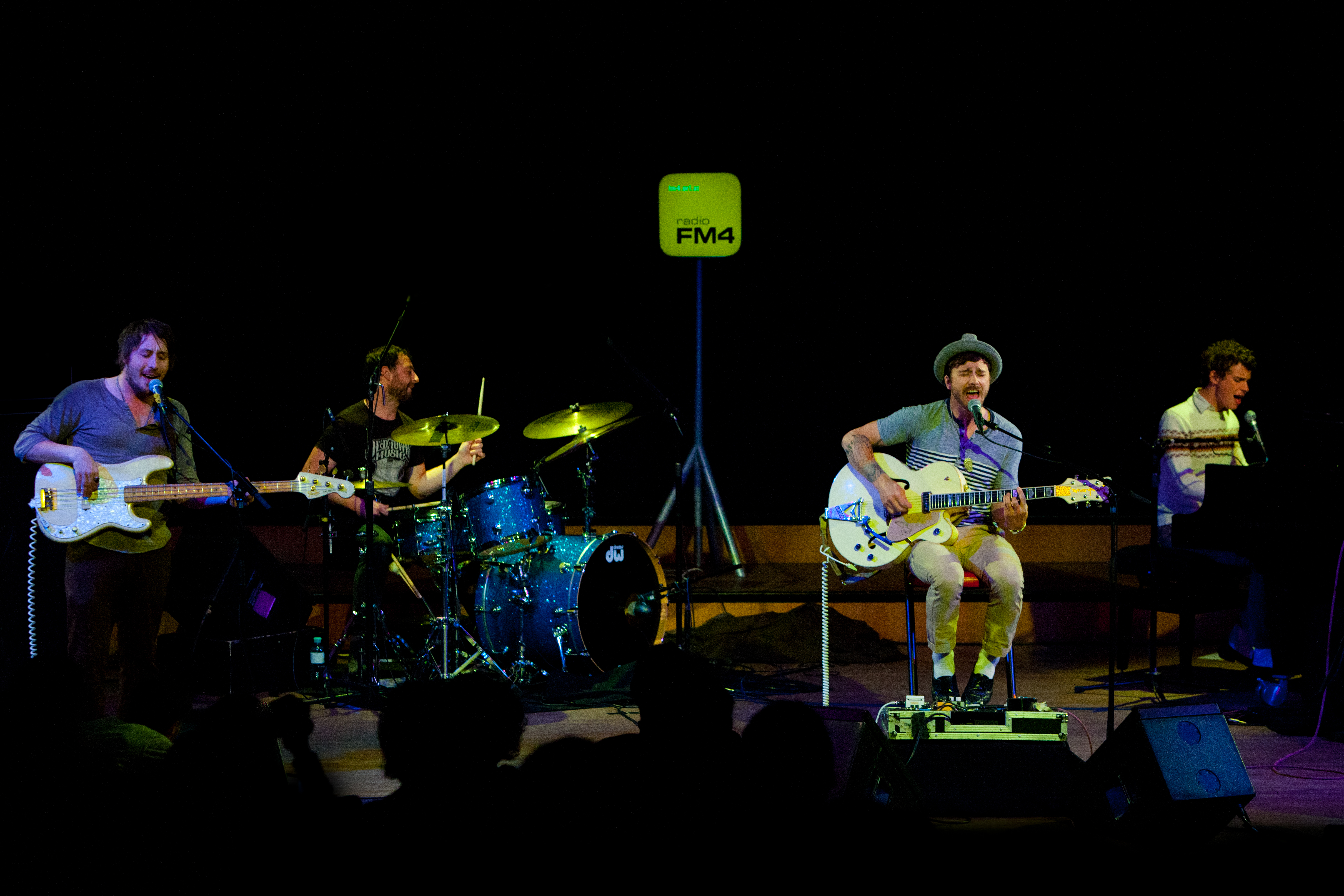
Portugal. The Man a Vienna.

Nel luglio 2009 viene pubblicato il quarto album The Satanic Satanist (Equal Vision), coprodotto da Paul Q. Kolderie, già noto per aver lavorato con Pixies, Radiohead e non solo.
Nel marzo 2010 viene pubblicato American Ghetto, disco realizzato in appena dieci giorni e distribuito in formato CD in sole 15 000 copie.
Il mese successivo, nell'aprile 2010, la band annuncia di aver firmato un contratto per Atlantic Records.
Per promuovere il successivo album, dal 7 aprile 2011, il gruppo pubblicato una clip di 30 secondi ogni settimana sul proprio canale YouTube. Nel luglio 2011 viene quindi pubblicato il sesto album In the Mountain in the Cloud, il primo per Atlantic Records, coprodotto da John Hill.
Nell'autunno 2011 il gruppo va in tour per gli Stati Uniti con l'aggiunta del chitarrista Noah Gersh. In Europa si esibiscono aprendo per The Black Keys.
Nell'aprile 2012 viene annunciato che il tastierista Ryan Neighbors avrebbe lasciato il gruppo per proseguire la sua carriera musicale in altri progetti. Egli viene sostituito da Kyle O'Quin, mentre anche il batterista Jason Sechrist lascia il gruppo, rimpiazzato da Kane Ritchotte.
Il successivo album, Evil Friends, esce nel giugno 2013 ed è prodotto da Danger Mouse.
Nell'aprile 2014 la band collabora con lo Smithsonian National Zoological Park e con il Smithsonian Conservation Biology Institute per sensibilizzare l'opinione pubblica sull'estinzione della tigre di Sumatra.
Nel novembre 2014 la band ritorna in studio per iniziare a lavorare sul successivo album insieme a Mike D (The Beastie Boys). Il gruppo partecipa all'album di remix di Yōko Ono Yes, I'm a Witch Too (2016) con il brano Soul Got Out of the Box.
Nel novembre 2016 viene pubblicato il singolo Noise Pollution. Nel marzo 2017 è la volta di Feel It Still. Nel frattempo, a Capodanno 2017, John Gourley e Zoe Manville (vocalist e percussionista della band dal 2008) si sono sposati. Nel giugno 2017 esce l'album Woodstock.
Feel It Still diventa il singolo di maggior successo della band. Inoltre il brano conquista il Grammy Award alla miglior performance pop di un duo o un gruppo nell'ambito dei Grammy Awards 2018. Il terzo singolo estratto da Woodstock è Live in the Moment.

## Formazione

### Formazione attuale

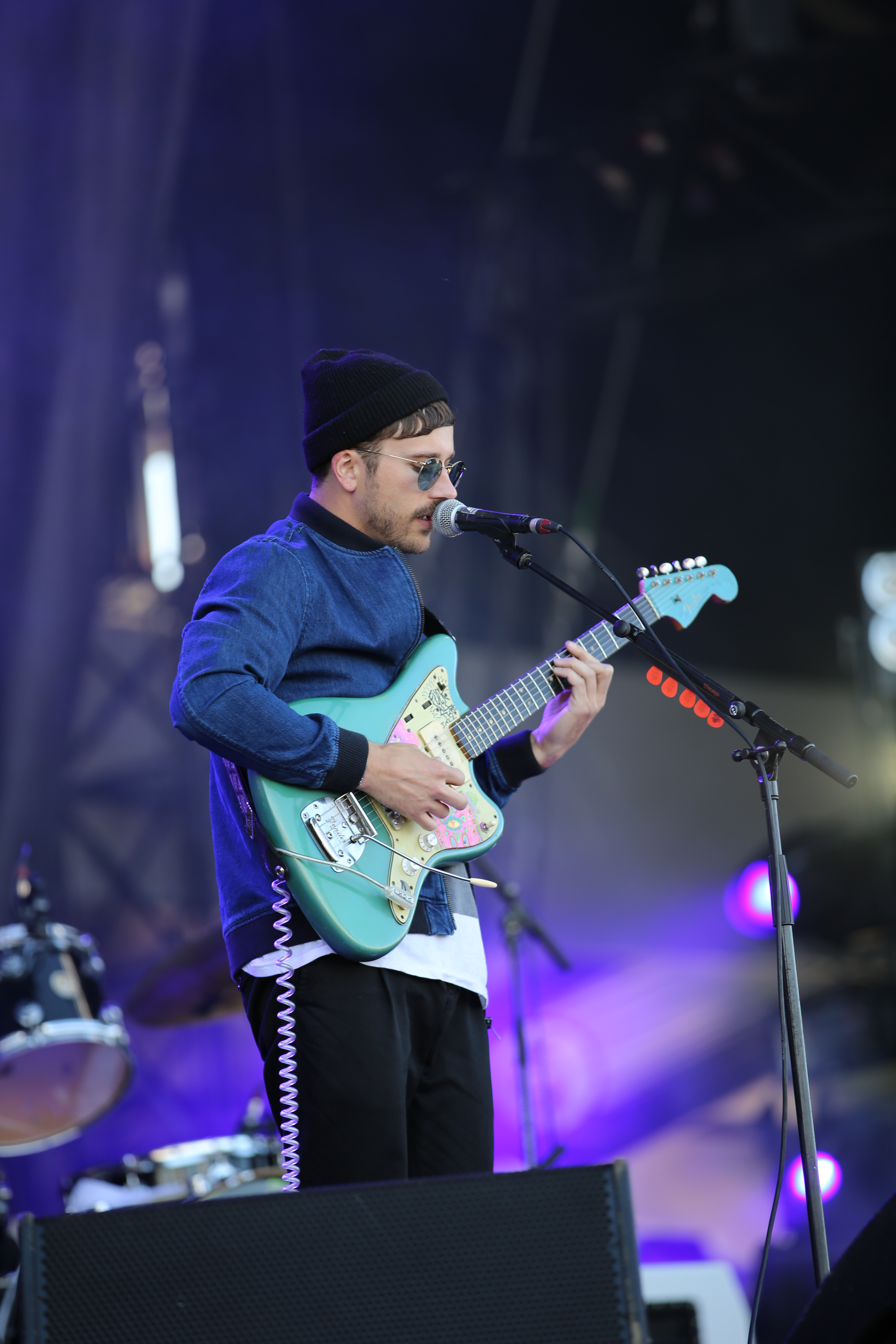
John Gourley durante una esibizione al Rock am Ring 2014

- John Baldwin Gourley – voce, chitarra, organo, drum machine (dal 2004)
- Zachary Carothers – basso, cori (dal 2004)
- Kyle O'Quin – tastiere, synth, chitarra, cori (2007; dal 2012)
- Zoe Manville – voce, percussioni (dal 2008)
- Eric Howk – chitarra, cori (dal 2015)

### Ex componenti
- Nick Klein – chitarra (2004-2005)
- Wesley Hubbard – tastiera (2004-2006)
- Harvey Tumbleson – beats (2004-2005)
- Garrett Lunceford – batteria (2008-2009)
- Kane Ritchotte – batteria, percussioni, cori (2012-2016)
- Ryan Neighbors – tastiera, didgeridoo, synth, cori (2008-2012)
- Noah Gersh – chitarra, voce, percussioni (2011-2013)
- Jason Sechrist – batteria (2005-2008; 2009-2011; 2016-2023)

## Discografia

### Album in studio
- 2006 – Waiter: "You Vultures!"
- 2007 – Church Mouth
- 2008 – Censored Colors
- 2009 – The Satanic Satanist
- 2009 – The Majestic Majesty (acustico)
- 2010 – American Ghetto
- 2011 – In the Mountain in the Cloud
- 2013 – Evil Friends
- 2017 – Woodstock
- 2023 - Chris Black Changed My Life[4]

### EP
- 2005 – Under Waves of the Brown Coat
- 2006 – The Pines & The Devil
- 2006 – Devil Say I Say AIR
- 2007 – It's Complicated Being a Wizard
- 2007 – My Mind/Seventeen

### Singoli
- 2007 - My Mind/Seventeen
- 2009 - People Say
- 2009 - Lovers in Love
- 2011 - Got It All (This Can't Be Living Now)
- 2011 - So American
- 2013 - Evil Friends
- 2013 - Purple, Yellow, Red and Blue
- 2013 - Modern Jesus
- 2014 - Endangered Song (Sumatran Tiger)
- 2016 - Noise Pollution (feat. Mary Winstead and Zoe Manville)
- 2017 - Feel It Still
- 2018 - Live in the Moment
- 2018 - Tidal Waves
- 2021 - This is Fine (con deadmau5)

## Curiosità
- Il singolo Got It All (This Can't Be Living Now) è stato inserito nella colonna sonora ufficiale del videogioco FIFA 12.
- Il loro brano Purple Yellow Red and Blue è presente due edizioni dopo, in FIFA 14.
- Similmente la loro canzone Live In The Moment è presente in FIFA 18.